# Provincia de Granma
Granma es una de las 15 provincias de Cuba. Esta surge a raíz de la división político administrativa de 1976.
La diócesis de la Iglesia católica que se corresponde con el territorio de la provincia se denomina Diócesis del Santísimo Salvador de Bayamo-Manzanillo.

## Denominación
Asume su nombre en honor al desembarco en playa Las Coloradas del yate Granma, usado por Fidel Castro, su hermano Raúl Castro, el Che Guevara y otros 79 expedicionarios para desembarcar en Cuba y dar inicio a la guerrilla de la Sierra Maestra que desembocaría en el triunfo de la Revolución cubana en 1959.
La adopción de este nombre tuvo lugar además por la controversia existente entre las ciudades de Manzanillo y Bayamo, sobre el nombre definitivo que debería llevar la provincia que incluyese a ambas, geográficamente cercanas. Aunque Manzanillo, durante todo el siglo XX hasta los años 70 había tenido mayor población e importancia económica que la ciudad de Bayamo, esta última fue escogida por la Asamblea nacional del Poder Popular para capital de la provincia, atendiendo a su ubicación geográfica, precedencia y significación histórica en la formación de la nacionalidad cubana, acordándose proponer esta denominación neutral, nombre recogido en la historia de Cuba. Granma fue el yate que trajo a Fidel y los expedicionarios que comenzaron la Revolución desde la Sierra Maestra en 1956.

## Descripción
En la porción suroeste de la región oriental de la isla de Cuba, se encuentra la provincia Granma. Limita al norte con las provincias de Las Tunas y Holguín, al este con las de Holguín y Santiago de Cuba, al sur con Santiago de Cuba y el mar Caribe y al oeste con el golfo del Guacanayabo.
Su territorio abarca una extensión de 8 362 km² - no incluye los cayos que tienen una extensión de 9,6 km² -, lo cual constituye el 7,5 % del total de la superficie del país.
El rostro físico de Granma está caracterizado por el armónico contraste entre el llano y la montaña. En sus límites se encierran muchas de las cimas más altas del territorio cubano, junto a la inconmensurable vastedad de la llanura del Cauto, una de las más extensas y uniformes del país.
Al sur, ocupando una tercera parte de su territorio, se alza la Sierra Maestra, verdadera espina dorsal de la geografía oriental. La elevación máxima de Granma es el pico La Bayamesa a 1 730 m s. n. m. . De la Sierra vierten todos los ríos más importantes de la provincia. Entre ellos, en primer lugar, el Cauto, el más largo de los ríos cubanos, y los ríos Cautillo, Bayamo, Buey, Jicotea, Yara, Jibacoa, y Vicana, entre otros. En la vertiente sur de la sierra se destacan los ríos Mota y Macío.
El contraste físico que caracteriza a la provincia se aplica igualmente a sus costas y mares: de las orillas bajas y cenagosas, pobladas de manglares y pantanos, las aguas poco profundas y las cayerías del Guacanayabo a la árida majestad de las terrazas del Sur, donde se localiza el punto más meridional de la isla de Cuba, la punta del Inglés.

## División administrativa
Su capital, Bayamo, es la capital, ciudad más poblada, y su principal urbe industrial en el día de hoy; considerada Cuna de la Nacionalidad Cubana. La ciudad de Manzanillo (132 000 hab.) fue la principal urbe industrial. La provincia incluye otros 11 municipios.

### Municipios
La provincia de Granma está subdividida en 13 municipios.
| Municipio      | Población (2017) | Área (km²)                                  | Ubicación                                   | Capital | Otras localidades |
| -------------- | ---------------- | ------------------------------------------- | ------------------------------------------- | --- | --- |
| Bartolomé Masó | 629              | 20°10′7″N 76°56′33″O / 20.16861, -76.94250  |                                             | Las Mercedes, Caney de las Mercedes, Providencia, Santo Domingo                                                                            | |
| Bayamo         | 238.544          | 918                                         | 20°22′54″N 76°38′33″O / 20.38167, -76.64250 | Capital provincial | Las Tamaras, Cautillo, El Entronque de Guisa, El Horno, Mabay-Julia, Las Mangas, El Datil, Peralejo, Guasimilla, Molino Rojo, Entronque de Bueycito, Barranca |
| Buey Arriba    | 31.463           | 452                                         | 20°10′25″N 76°44′57″O / 20.17361, -76.74917 | Bueycito, San Pablo de Yao, Nuevo Yao, La Piñuela                                                                                          | |
| Campechuela    | 43.648           | 577                                         | 20°14′0″N 77°16′44″O / 20.23333, -77.27889  | | Israel Licea, San Ramón, Ceiba Hueca, Ceiba Hueca Arriba, Cienaguilla, Realengo, Alto de Jo, La Gloria, Miguel Sánchez                                        |
| Cauto Cristo   | 20.556           | 550                                         | 20°33′44″N 76°28′10″O / 20.56222, -76.46944 | | Babiney. |
| Guisa          | 46.879           | 596                                         | 20°15′40″N 76°32′17″O / 20.26111, -76.53806 | Victorino, Corralillo, Monjaras, La Nenita                                                                                                 | |
| Jiguaní        | 646              | 20°22′24″N 76°25′20″O / 20.37333, -76.42222 |                                             | Santa Rita, Cautillo, Minas de Harlem, Dos Ríos                                                                                            | |
| Manzanillo     | 128.667          | 498                                         | 20°20′23″N 77°06′31″O / 20.33972, -77.10861 | | Troya, Santa Úrsula, San Francisco,Calicito,El Remate, El Sitio, Las Novillas                                                                                 |
| Media Luna     | 32.967           | 376                                         | 20°08′40″N 77°26′10″O / 20.14444, -77.43611 | Vicana, Los Guayos | |
| Niquero        | 582              | 20°02′50″N 77°34′41″O / 20.04722, -77.57806 |                                             | Belic, Cabo Cruz, Hondón, Las Coloradas, Guanito, Alegría de Pío, Río Nuevo, La Ricardo, Estacadero, Piloncito, Pozo Empalao. Montero, etc | |
| Pilón          | 29.546           | 462                                         | 19°54′20″N 77°19′15″O / 19.90556, -77.32083 | Sevilla, Marea del Portillo, Mota | |
| Río Cauto      | 46.804           | 1500                                        | 20°33′50″N 76°55′2″O / 20.56389, -76.91722  | | Vado del Yeso, Cauto Embarcadero, Guamo Embarcadero, Grito de Yara, Guamo Viejo                                                                               |
| Yara           | 56.100           | 576                                         | 20°16′37″N 76°56′49″O / 20.27694, -76.94694 | | Veguitas, Sofía, José Martí, Mateo Romás, Cayo Redondo, Paquito Rosales, Los Cayos, Las Caobas y Buey de Gallego.                                             |

### Otros asentamientos urbanos
Además de las cabeceras municipales, son Veguitas (Municipio de Yara), Cayo Redondo (Municipio de Yara), Troya (Municipio de Manzanillo), Santa Úrsula (Municipio de Manzanillo), San Francisco (Municipio de Manzanillo), Las Mercedes (Municipio de B. Masó), Santa Rita (Municipio de Jiguaní), Vado del Yeso (Municipio de Río Cauto), Babiney (Municipio de Cauto Cristo), Cauto Embarcadero, Cauto El Paso, Bueycito, Calicito (Municipio de Manzanillo), San Ramón (Municipio de Campechuela), Ceiba Hueca (Municipio de Campechuela), Las Tamaras (Municipio de Bayamo), Sevilla, Cautillo, El Entronque de Guisa (Municipio de Bayamo).

## Demografía
La provincia Granma cuenta con una población de 833 600 habitantes, de ellos 480 987 residen en asentamientos urbanos y 352 613 en asentamientos rurales, con un 57,7% de urbanización, encontrándose entre las provincias menos urbanizadas del país. 
Está considerada como la quinta provincia más densamente poblada del país con 99,5 hab./km² . El 49,23% de la población está representada por el sexo femenino y la composición por el color de la piel representa uno de los mayores por cientos de mestizaje.
El crecimiento de la población es de 0,9 por cada mil habitantes, existiendo una disminución de la fecundidad, a pesar de encontrarse entre los valores más altos del país con una Tasa Global de Fecundidad de 1,47 hijos/mujer, sólo superada por Guantánamo, Pinar del Río y la Isla de la Juventud. 
La mortalidad exhibe un bajo nivel con una tasa bruta de 6,2 por cada mil habitantes y la tasa de mortalidad infantil es una de las más bajas, siendo de 5 defunciones de menores de un año por cada mil nacidos vivos.